# جویخات
جویخات (به عربی: الجویخات) یک روستا در سوریه است که در استان حمص واقع شده‌است. جویخات ۳۷۵ نفر جمعیت دارد.